# Bolgarska akademija znanosti
Bolgarska akademija znanosti (bolgarsko Българска академия на науките, latinizirano: Balgarska akademija na naukite, okrajšano БАН oz. BAN) je narodna akademija in ena najpomembnejših znanstvenih ustanov v Bolgariji. Upravlja jo odbor direktorjev, izvršni svet in generalni zbor. Od konca leta 2024 je predsednica generalnega zbora elektrokemičarka Evelina Slavčeva.
Pod okriljem akademije deluje 87 različnih raziskovalnih in podpornih skupin, od tega 52 inštitutov, ki delujejo na različnih področjih znanosti in predstavljajo velik delež znanstvene produkcije v državi. So razmeroma avtonomni. Poleg tega se ustanova ukvarja tudi z izobraževanjem (podeljuje svoje visokošolske nazive) in znanstvenim založništvom. Skupno ima skoraj 7500 raziskovalcev različnih profilov.

## Zgodovina
Akademijo so leta 1869 kot Bolgarsko društvo učenjakov ustanovili izseljenski izobraženci v Brăili (Romunija), v času, ko je bila Bolgarija pod osmansko oblastjo. Po osvoboditvi so člani izglasovali selitev v Sofijo, kjer jim je mestni svet zgradil sedež, pokrovitelj pa je postal princ Aleksander I.
Leta 1911 je prevzela ime Bolgarska akademija znanosti, leto kasneje je bil sprejet prvi statut. Leta 1940 se je preimenovala v Bolgarsko akademijo znanosti in umetnosti; kljub protestom je bolgarska vlada v tem času prevzela nadzor nad imenovanjem sekretarja. Sedež je bil poškodovan zaradi bombardiranja med drugo svetovno vojno, zato je akademija začasno prekinila delovanje, kmalu po ponovnem zagonu leta 1945 pa je bila reorganizirana. Statut je bil nadomeščen z zakonsko ureditvijo, takrat je bila znova preimenovana v sedanje ime.
Leta 1971 je nadzor prevzela Komunistična partija Bolgarije. Dve desetletji po tem akademija ni bila avtonomna, imela pa je praktično monopolni položaj v znanosti. Znova je postala samostojna po padcu komunističnega režima leta 1991. Od takrat se sooča z upadanjem javnega financiranja, zaradi česar so bili ukinjeni številni oddelki, a ohranja svojo vodilno vlogo v državi.